# الميكانيكا الإلكترونية الحيوية

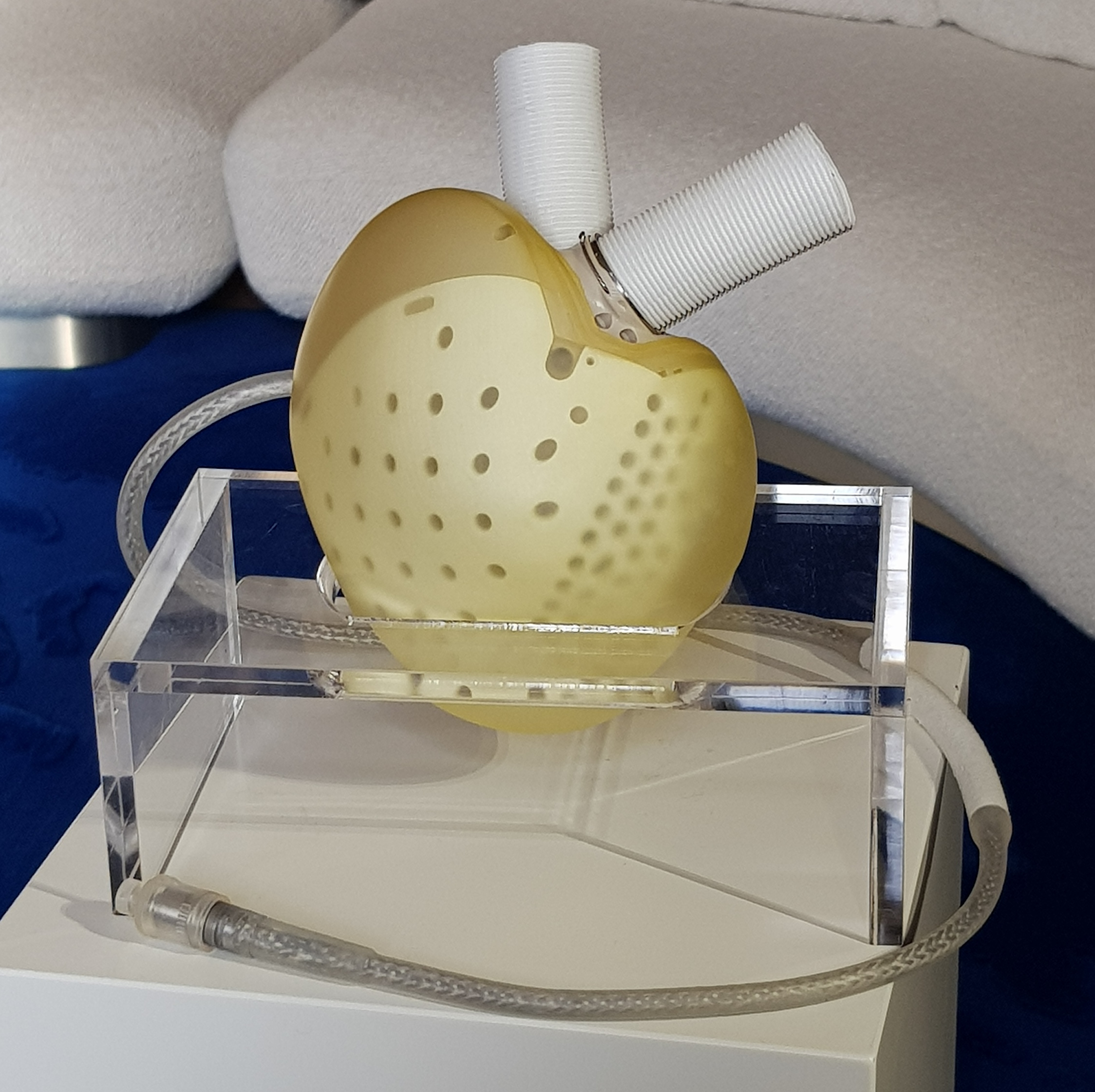
قلب الكتروني يعمل و يضخ الدم

الميكانيكا الإلكترونية الحيوية (بالإنجليزية: Biomechatronics)‏ هي علم تطبيقي متعدد التخصصات يهدف إلى دمج علم الأحياء والميكاترونكس (الهندسة الكهربائية والإلكترونية والميكانيكية). ويشمل أيضًا مجالات الروبوتات وعلم الأعصاب. تغطي أجهزة الميكاترونكس الحيوية نطاقًا واسعًا من التطبيقات، من تطوير الأطراف الاصطناعية إلى الحلول الهندسية المتعلقة بالتنفس والرؤية والجهاز القلبي الوعائي.

## كيف تعمل
تحاكي الميكانيكا الإلكترونية الحيوية طريقة عمل جسم الإنسان. على سبيل المثال، يجب أن تحدث أربع خطوات مختلفة لرفع القدم للمشي. أولاً، تُرسل نبضات من المركز الحركي في الدماغ إلى عضلات القدم والساق. بعد ذلك، ترسل الخلايا العصبية في القدمين معلومات، مقدمةً تغذية راجعة للدماغ، مما يمكنه من تعديل مجموعات العضلات أو مقدار القوة المطلوبة للمشي على الأرض. تُطبق كميات مختلفة من الطاقة اعتمادًا على نوع السطح الذي يُمشى عليه. ثم تستشعر الخلايا العصبية المغزلية العضلية في الساق وترسل وضع الأرض مرة أخرى إلى الدماغ. أخيرًا، عندما تُرفع القدم للخطو، تُرسل إشارات إلى العضلات في الساق والقدم لإنزالها.

## الأبحاث
اُسس أول أستاذ ألماني للميكانيكا الحيوية في عام 2002 في TU Ilmenau (صاحب كرسي هارتموت ويت).في ألمانيا، تقدم جامعة بيليفيلد للعلوم التطبيقية درجة الماجستير في الميكانيكا الحيوية. في جامعة أولم للعلوم التطبيقية، تتعاون مجموعة بحثية تحمل الاسم نفسه مع المستشفى الجامعي المحلي وجامعة وسط لانكشاير.
أهداف الميكانيكا الحيوية هي، على سبيل المثال:
- تطوير أنظمة ذكية لدعم واستعادة الوظائف التالفة للجسم البشري (أجهزة تقويم العظام والأطراف الاصطناعية الذكية)
- الإجراء للسيطرة العلاجية الموضوعية
- أدوات التقنية الدقيقة لجراحة الغازية
- تطوير نظم الحركة الفنية على أساس نموذج بيولوجي
- تعظيم الاستفادة من العمليات التقنية على أساس نموذج بيولوجي
- تطوير محركات متتالية تعتمد على نموذج بيولوجي